# Kakonj (Baja, Mađarska)
Kakonj (mađ. Kákonyiszállás?) je današnja četvrt grada Baje, grada u jugoistočnoj Mađarskoj, nekadašnje samostalno selo.

## Zemljopisni položaj
Kakonj je jedan od dijelova grada Baje. Selo je zbog učestalih poplava Dunava preseljeno u 19. st. na sigurniju lokaciju, zajedno sa selom Pandurom.

## Upravna organizacija
Upravno pripada naselju Baji.
Poštanski broj je 6500.